# Palazzina Marchesini

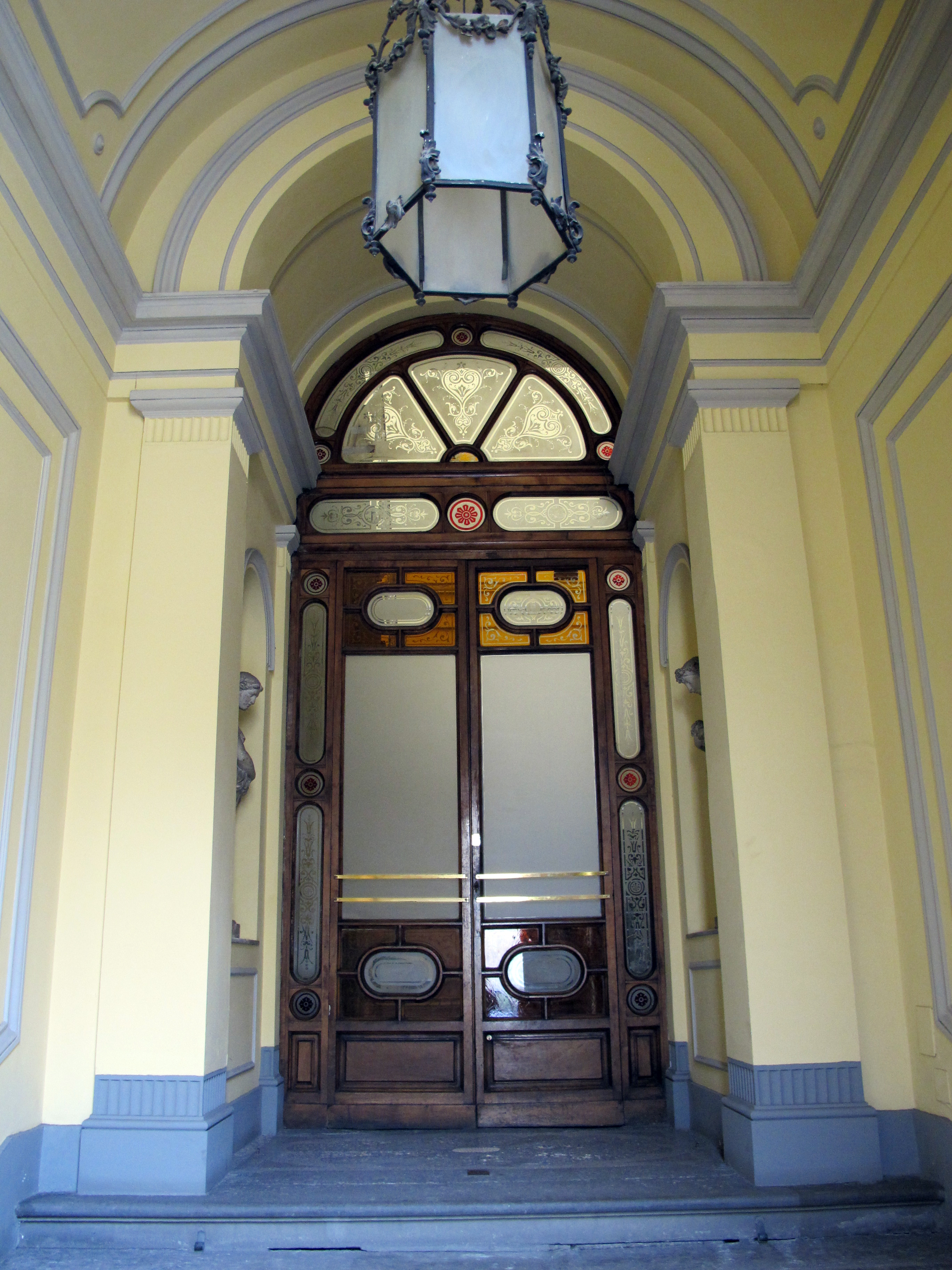
Androne

La palazzina Marchesini è un edificio di Firenze, situato in via della Mattonaia 17.

## Storia e descrizione
La palazzina è riconducibile all'attività dell'architetto Tito Bellini - al quale si deve anche un edificio nella vicina via Giovan Battista Niccolini (palazzo Matteini), non identificato - e risulta eretta tra il 1869 e il 1870 su commissione dell'orafo Niccola Marchesini come residenza sua e dei suoi due figli, Eugenio ed Edoardo.
L'alzato, assieme alla planimetria del piano terra e ad alcuni dettagli costruttivi delle finestre, è pubblicato su un fascicolo del periodico "Ricordi di Architettura" del 1878: presenta un ampio fronte scandito per cinque assi e sviluppato su due piani, con i consueti rimandi alla tradizione rinascimentale cinquecentesca. Due piccole corti interne, come risulta dalla pianta, assicurano luce diretta a tutti gli ambienti che, sul retro, godono dell'ulteriore luminosità del giardino di pertinenza. L'ampio portone, come consueto per questi anni e in ossequio ai dettami del Poggi, è protetto dal balcone. Notevole il cancello di pertinenza al n. 15, che tuttavia sembra un poco più tardo e non appare nell'alzato prima ricordato.
«Per la nuova residenza di via della Mattonaia Niccola Marchesini aveva scelto l'architetto Tito Bellini, ideatore di raffinati interni e soprattutto capace di ricreare ambienti con citazioni stilistiche storiche, le stesse citazioni che l'orafo proponeva nei suoi nuovi gioielli conquistando una clientela internazionale; il camino progettato da Bellini per una sala di palazzo Capponi, in tardo stile rinascimentale, prezioso nelle sue decorazioni come un prodotto d'oreficeria, doveva aver certo impressionato il Marchesini che ordinerà gli ambienti del piano nobile della sua residenza con l'ostentazione di una decorazione spesso eccessiva».

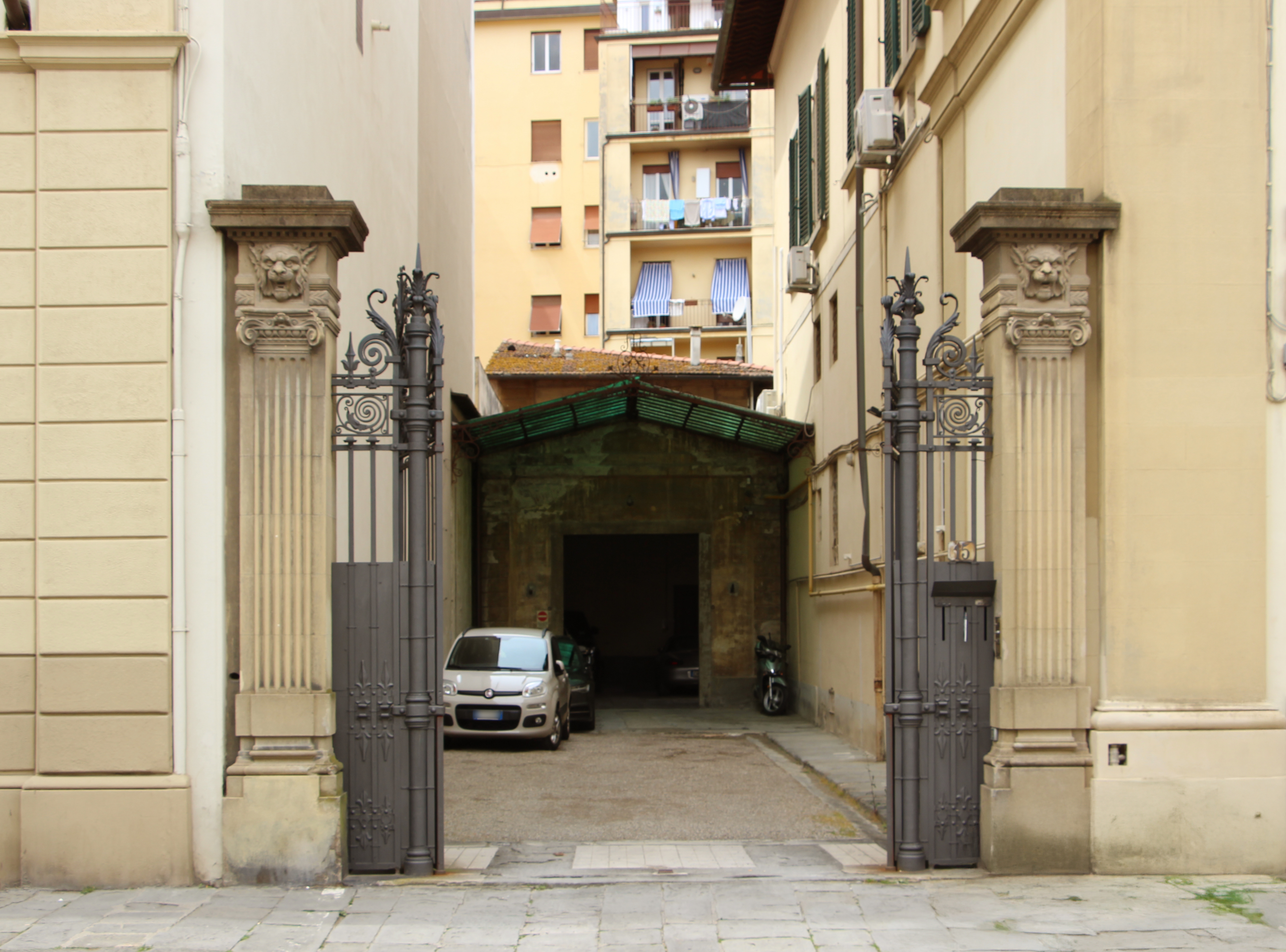
Ingresso carrabile
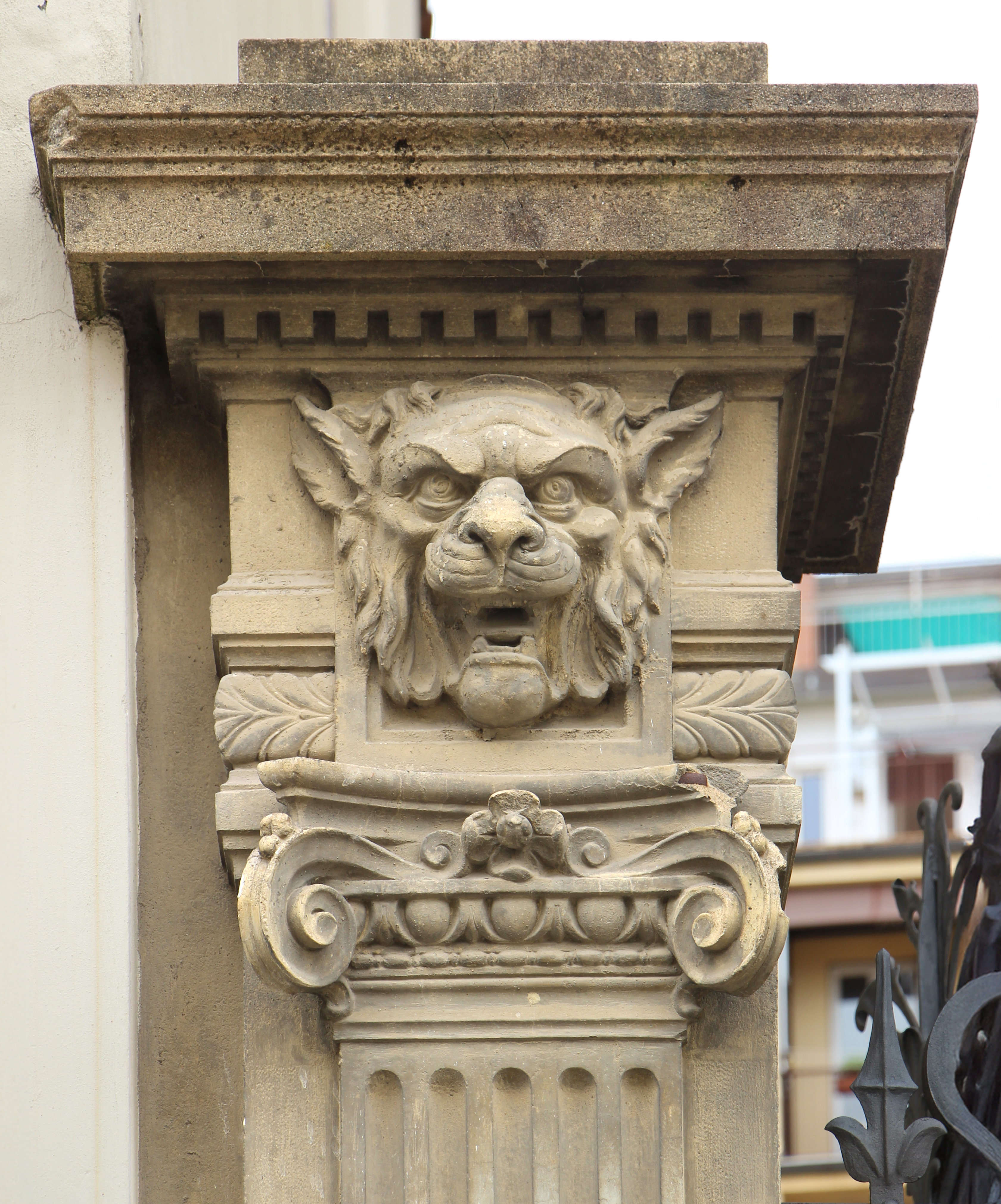
Mascherone
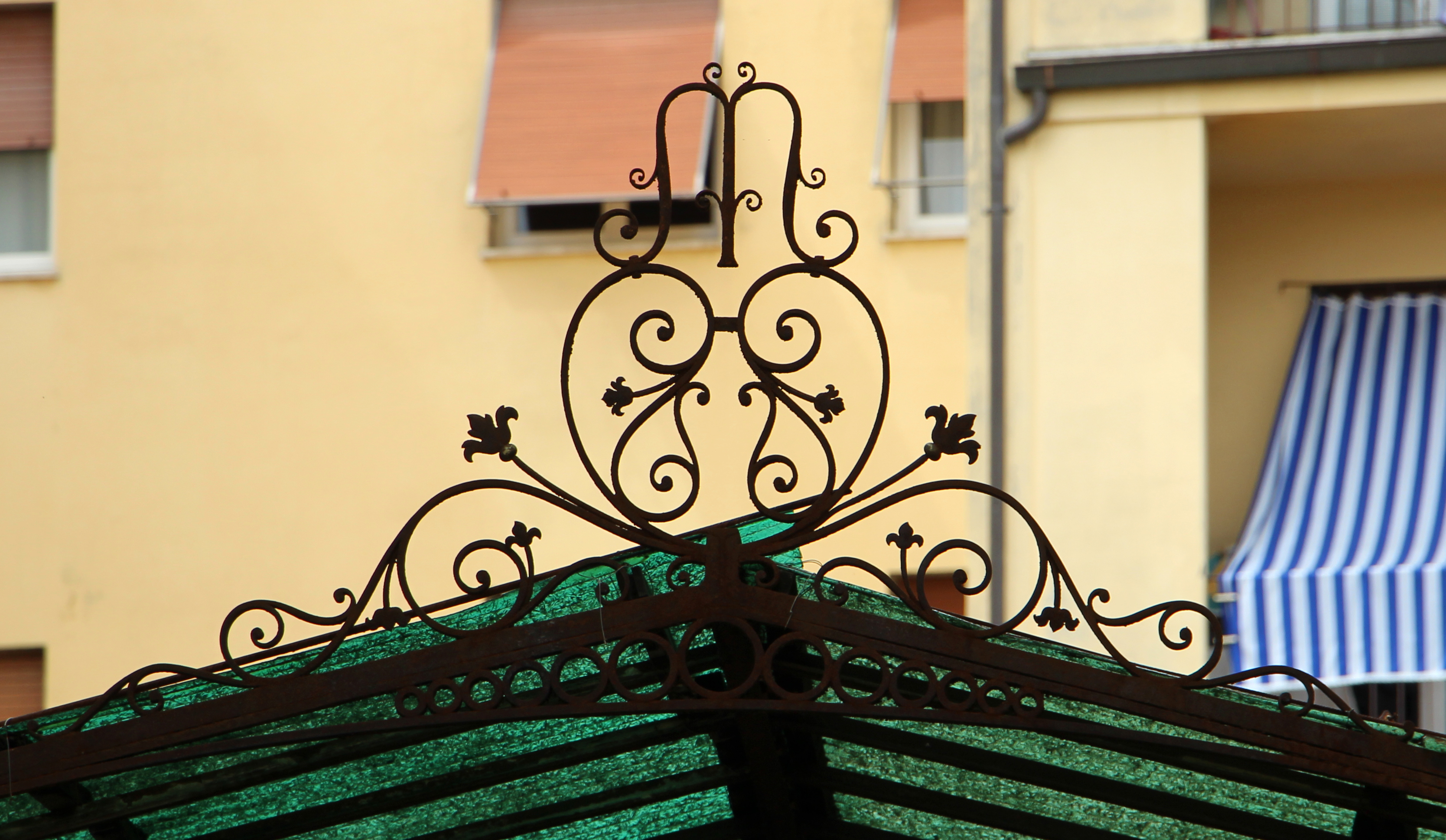
Grata con "M" di Marchesini